# San Giovanni del Dosso
San Giovanni del Dosso es una localidad y comune italiana de la provincia de Mantua, región de Lombardía, con 1.180 habitantes.

## Evolución demográfica
| Gráfica de evolución demográfica de San Giovanni del Dosso entre 1861 y 2001 |
|                                                                              |
| Fuente ISTAT - elaboración gráfica de Wikipedia                              |